# Ross. (álbum de Low Roar)
ross. es el cuarto álbum del proyecto musical islándico Low Roar, lanzado el 8 de noviembre de 2019 por No Paper Records.

## Producción y estilo
Para este álbum, el grupo contó una vez más con la coproducción de Andrew Scheps y Mike Lindsay, también con la colaboración del músico Ross Blake. Este cuarto álbum, muestra una evolución en el sonido de Low Roar sin perder su esencia, con una atmósfera más cálida y expansiva, suaves de ritmos electrónicos con arreglos minimalistas y texturas acústicas.
La fecha de lanzamiento coincide con la del videojuego Death Stranding, el cual incluye parte de la discografía de Low Roar en su banda sonora.

## Lista de canciones
| N.º | Título               | Duración |  |
| 1.  | «Darkest Hour»       | 3:00     |  |
| 2.  | «Slow Down»          | 3:45     |  |
| 3.  | «H.A.F.H.»           | 4:15     |  |
| 4.  | «I'll Make You Feel» | 5:46     |  |
| 5.  | «Not Around»         | 5:06     |  |
| 6.  | «222»                | 3:53     |  |
| 7.  | «Feel Like Dying»    | 3:06     |  |
| 8.  | «The Machine»        | 5:35     |  |
| 9.  | «Blue Eyes»          | 2:03     |  |
| 10. | «Empty House»        | 5:04     |  |